# Abdurrahman asch-Schuʿaibi
Abdurrahman asch-Schuʿaibi (arabisch عبدالرحمن ناصر الشعيبي, DMG ʿAbdu r-Raḥmān Nāṣir aš-Šuʿaibī, auch Abdulrahman Al-Shoaibi oder Abdul rahman Al Shoaibi; * 10. Dezember 1980 in Saudi-Arabien) ist ein ehemaliger saudi-arabischer Fußballspieler.
Der Mittelfeldspieler spielte für den Verein Hajer FC aus der 1. Division (zweite Liga) der saudi-arabischen Fußballmeisterschaft. Er erzielte am 31. Oktober 2004 in der 86. Minute den Siegestreffer gegen den Verein al-Raed im Saudi Prince Faisal Cup.
In einem Spiel am 20. Oktober 2005 gegen al-Raed vollführte Abdulrahman plötzlich wilde Sprünge, nachdem er einen Tritt an den Hinterkopf oder Nacken bekommen hatte, und kollabierte schließlich. Er wurde direkt in das örtliche Krankenhaus gebracht. Es wurden Gerüchte verbreitet, er sei gestorben, jedoch konnte er in der folgenden Woche bereits wieder für Hajer spielen. Die Ursache für die Aktionen war ein epileptischer Anfall in Folge der Einwirkungen auf den Nacken.